# هليوبسيس ناعم
الهليوبسيس الناعم نوع نباتي يتبع جنس الهليوبسيس من الفصيلة النجمية.

## البيئة والانتشار
ينتشر في جنوب شرق الولايات المتحدة.